# Lonchotus crassus
Lonchotus crassus är en skalbaggsart som beskrevs av Johann Christoph Friedrich Klug 1832. Lonchotus crassus ingår i släktet Lonchotus och familjen Dynastidae. Inga underarter finns listade i Catalogue of Life.